# John Donovan Strong
Pour les articles homonymes, voir Strong.
John Donovan Strong, né à Riverdale, Kansas le 15 janvier 1905 et mort à Amherst, Massachusetts le 28 mars 1992 est un astrophysicien américain.

## Biographie
John Strong soutient sa thèse en 1930 à l'université du Michigan. Il entre alors au Caltech jusqu'en 1942, année où il rejoint l'Université Harvard où il développe l'astrophysique dans le domaine infra-rouge,,.
En 1946 il devient directeur du laboratoire d'astrophysique et de météorologie physique de l'université Johns-Hopkins. Durant cette période il développe l'astronomie embarquée sur ballon pour l'Office of Naval Research et, grâce à une expérience embarquée, montre la présence de vapeur d'eau dans l'atmosphère de Vénus.
En 1967 Strong rejoint l'université du Massachusetts à Amherst comme professeur de physique et d'astronomie, dirigeant le laboratoire d'astrophysique et de météorologie physique. Il prend sa retraite en 1981.

## Publications
- (en) John Strong, Procedures in Experimental Physics, Lindsay Pubns, 1986 (ISBN 978-0917914560, lire en ligne)
- (en) John Strong, Procedures in Applied Optics, Marcel Dekker, 1989 (ISBN 978-0-8247-7987-0)
- (en) John Strong, Concepts of Classical Optics, Dover Publications, 2004 (ISBN 978-0-486-43262-5)

## Distinctions
- Prix d'ingénierie Longstreth (1939) et prix de physique Levy (1942) du Franklin Institute[4].
- Médaille Frederic-Ives de l'Optical Society en 1956[1].
- Médaille d'or du SPIE (en) (Society of Photo-Optical Instrumentation Engineers) en 1977.
- Fellow de l'Optical Society en 1959 et membre honoraire en 1981[1].